# Kween (district)
Kween is een district in het oosten van Oeganda. Hoofdstad van het district is de stad Binyiny. Het district telde in 2012 103.300 inwoners op een oppervlakte van 851 km².
Het district werd opgericht in 2010 na opsplitsing van het district Kapchorwa. Het district strekt zich uit over de noordelijke flank van Mount Elgon op een gemiddelde hoogte van 1.900 meter. In het district liggen drie steden (Town councils), Binyiny, Kaproron en Chepsukunya.